# Heracles Almelo
Heracles Almelo is een Nederlandse betaald-voetbalclub uit Almelo die uitkomt in de Eredivisie. De club werd opgericht op 3 mei 1903 en is daarmee een van de oudere voetbalclubs van Nederland. Heracles is in haar bestaan twee keer landskampioen geworden: in 1927 en 1941. Tot de recentere successen behoren het halen van de bekerfinale in 2012, en het winnen van de play-offs om Europees voetbal in 2016. De club speelt haar thuiswedstrijden in het Asito Stadion, dat sinds de verbouwing in 2015 een capaciteit heeft van 12.080 toeschouwers.

## Naam
De club is genoemd naar de Griekse halfgod Herakles. De Griekse naam (Oudgrieks: Ἡρακλῆς, spreek uit: 'Hérakles') bestaat uit de delen 'Ἥρα en κλέος, wat 'Hera's roem' betekent, dat wil zeggen '(met hulp van) Hera beroemd', of 'roemrijk door Hera'. Herakles is een figuur uit de Griekse mythologie die beroemd is om de twaalf moeilijke werken die hij uitvoerde in opdracht van koning Eurystheus.
De naam van de club wordt door supporters ook incorrect uitgesproken als "Herácles", daarmee afwijkend van de Grieks-Latijnse uitspraak. Omdat de naam van de club bewust refereert aan een klassieke figuur, geldt hier de daarvoor reeds bestaande uitspraak en accentuatie. Normaal gesproken is dat Hérakles. De klemtoon hoort zeker niet op de tweede lettergreep te liggen, want die uitspraak is in geen geval historisch. 
Van de Griekse vorm Herakles komt ook de gelatiniseerde schrijfwijze Heracles voor, en daarnaast Hercules (met metathesis), de naam waaronder de club oorspronkelijk werd opgericht, als Latijnse variant.

## Geschiedenis

### Ontstaan
In het voorjaar van 1902 ontdekten twee vrienden, Derk Kortenvoort en Gait Reuvekamp, de wereld van het voetbal. Van de spelregels hadden de twee geen kennis, maar plezier hadden ze wel. Meerdere jongens sloten aan bij de groep. Uiteindelijk wist een van de jongens een exemplaar van ‘De regels van het voetbalspel’ te bemachtigen, waarna de jongens besloten om een club op te richten: Hollandia. De club trok veel bekijks en leden van bestaande club “Inartie” pleitten voor een fusie met Hollandia. Deze fusie kwam er dan ook: op 3 mei 1903 werd de club Hercules geboren.

### Aanpassing van de naam
Exact vijf maanden na de oprichting van Hercules, trad het toe tot de Twentsche Voetbal Bond. De eerste wedstrijd onder de noemer van de T.V.B. werd gewonnen met 2-0 van het Enschedese Voorwaarts. Drie jaar later, in 1906, wordt een verzoek gedaan om het eerste elftal van Hercules toe te laten treden tot de tweede klasse van de Nederlandsche Voetbal Bond. Dit verzoek wordt ingeluid, mits Hercules de naam verandert, omdat er al een Hercules uit Enschede actief is in deze competitie. Hercules wordt vervangen door het Griekse equivalent Heracles. Het tenue van Heracles wordt in 1910 tevens vervangen; waar Heracles eerst aantrad in zwart-groen, wordt dit het klassieke zwart-wit zoals we dat nu kennen. Als kers op de taart gaat Heracles vanaf het seizoen 1913/14 spelen op het inmiddels legendarische terrein aan de Bornsestraat, nadat het afscheid nam van een stuk grond in de buurt van Erve Bonthuis, waar het tot dan toe de wedstrijden afwerkte.

### Eerste glorie
In het seizoen 1920/21 behaalde Heracles voor het eerst promotie naar de eerste klasse. Onder leiding van de Engelsman Horace Colclough, dwingt Heracles promotie af door Wageningen te verslaan. In de slotseconden van de thuiswedstrijd werd het 3-2 voor de Almelose formatie, in Wageningen werd met een gelijkspel de promotie veiliggesteld. Na dit sportieve hoogtepunt, worden ook op andere vlakken stappen gemaakt. Zo wordt in 1924 begonnen met de bouw van een zittribune, naar Engels voorbeeld. Deze zittribune werd in 1925 voor het eerst in gebruik genomen.
Het eerste volledige seizoen dat Heracles speelde voor deze tribune, bleek meteen glorieus. De Almeloërs werden kampioen van het Oosten en mochten aantreden in de kampioenscompetitie. Tot ieders verbazing zegevierde Heracles ook hier. Heracles werd, door zes winstpartijen en twee gelijke spelen, ongeslagen kampioen van het land. Het Almelose succesverhaal bleef niet onopgemerkt; zo hadden Frits Schipper en Bets Freese de eer om voor het Nederlands elftal uit te komen.
Na een periode met pieken en dalen, waarin Heracles tweemaal afdelingskampioen werd, brak wederom een gloriejaar aan in Almelo. In het seizoen 1940/41 werd de Almelose formatie wederom afdelingskampioen, en door PSV met 6-1 te verslaan, behaalde Heracles voor de tweede keer de landstitel. Johan Veldhuis was de gevierde man bij de Almeloërs. De aanvalsleider maakte dat seizoen 14 doelpunten in acht wedstrijden in de kampioenscompetitie en werd daarmee topscorer van Nederland.

### De ommekeer in Almelo
Na een zesde afdelingskampioenschap en twee voetballoze jaren vanwege de oorlog, braken donkere tijden aan voor Heracles. Door veranderingen in de competities degradeerde de club na dertig jaar uit de eerste klasse. In het seizoen 1955/56 werd Heracles zelfs voorlaatste in de tweede klasse. Het was tijd voor verandering.
In het voorjaar van 1957 gaat Heracles op zoek naar versterkingen. Uiteindelijk sluiten Joop Schuman en Steve Mokone aan bij de selectie, Mokone is hiermee de eerste Zuid-Afrikaanse voetballer ooit in Nederland. Met deze versterkingen weet Heracles op 1 juni 1958 het kampioenschap in de Tweede Divisie B te behalen. Na enkele jaren meegedraaid te hebben in de eerste divisie, is er in het seizoen 1961/62 reden voor feest: Heracles wint de beslissende promotiewedstrijd tegen Fortuna Vlaardingen en promoveert naar de Ere Divisie en gaat weer spelen op het hoogste niveau van het land.
Na een aantal moeizame jaren, met één uitzondering waarin Heracles net onder de subtop eindigde, degradeert Heracles in 1966 uit de Ere Divisie. In de jaren die daarop volgen, kwam Heracles steeds tekort om terug te keren in de Ere Divisie. Het leek er dan ook niet op dat Heracles snel terug zou keren op het hoogste niveau. Dit leidt tot veranderingen in de organisatie: op 1 juli 1974 wordt de stichting SC Heracles’74 opgericht. De amateurtak, AVC Heracles, keert terug naar de 4e klasse van de amateurcompetitie.

### Een frisse wind
De eerste seizoenen van SC Heracles ’74 waren amper succesvol. Het schakelde Ajax uit in de bekercompetitie van 1974/75, maar verder wist de Almelose formatie geen potten te breken. Bij het tienjarig bestaan van de club, werd besloten dat er een “frisse wind moest gaan waaien” in Almelo. Waar het plan was om SC Heracles ’74 te laten terugkeren tot de subtop van de Eerste Divisie, liep dit in realiteit anders. In 1984/85, een seizoen met veel financiële problemen, wist SC Heracles ’74 rechtstreeks te promoveren naar de Eredivisie, een prestatie waar niemand op dat moment rekening mee had gehouden. Er werd dan ook gesproken van ‘Het wonder van Almelo’.
SC Heracles ’74 wist zich echter niet te handhaven in de Ere Divisie. Het ontbrak in Almelo aan de juiste middelen. In 1988 vond er dan ook een wederopleving plaats. Aan de hand van Folkert Velten maakte de club een nieuwe start. De club wist meermaals de nacompetitie te behalen, daadwerkelijke promotie bleef voorlopig nog uit.

### Het vernieuwde Heracles
In 1999 werd er een nieuwe stadion gebouwd voor SC Heracles ’74. Het eerste stadion in Nederland zonder hekken en grachten. Het nieuwe stadion bood plaats aan 6.000 bezoekers en betekende het einde van een tijdperk: SC Heracles ’74 werd omgedoopt tot Heracles Almelo, de club kreeg een nieuw logo en voorzitter Jan Smit was vastberaden de club nieuw leven in te blazen met de toegenomen financiële middelen die de club nu tot de beschikking had.
De verbeterde omstandigheden uitten zich direct in resultaat; Heracles Almelo groeit uit tot een stabiele topper in de eerste divisie, maar promotie bleef onder zowel Frits Korbach als Gertjan Verbeek uit. In het seizoen 2004/05 werd Peter Bosz aangesteld als trainer. Onder zijn leiding weet Heracles Almelo wél te promoveren naar de Eredivisie. Het debuutseizoen in de Eredivisie werd afgesloten met een dertiende plaats, waar Heracles Almelo vooraf werd gezien als degradatiekandidaat nummer één.
Vijf jaar na de promotie naar de Eredivisie weet Heracles Almelo onder leiding van de teruggekeerde Verbeek de hoogste eindnotering uit de moderne clubhistorie te behalen: Heracles Almelo wordt knap zesde van Nederland, met play-offs voor Europees voetbal als gevolg. Roda JC blijkt echter net te sterk voor de Almelose formatie. Twee jaar later, in het seizoen 2011/12, bereikte Heracles Almelo haar tweede sportieve hoogtepunt. De Almelose Eredivisionist plaatst zich tot verbazing van veel mensen voor de KNVB Bekerfinale. PSV blijkt een maatje te groot voor Heracles Almelo; de finale eindigt 3-0 in het voordeel van de Eindhovenaren.

### Nieuwe voetbaltempel
Tijdens het seizoen 2014/15 vindt een grootschalige vernieuwbouw aan het stadion plaats. Het is een seizoen waarin Heracles Almelo in de eerste zeven wedstrijden geen punten pakt, maar zich weet te herpakken. In de 32e speelronde wint de ploeg op bezoek bij concurrent NAC en is handhaving zo goed als zeker. Uiteindelijk is een veertiende plek het resultaat en gaat het vizier op het nieuwe seizoen, waar de opening van de nieuwe, schitterende voetbaltempel de basis vormt.
Op zaterdag 16 augustus 2015 is N.E.C. de tegenstander bij de openingswedstrijd van het stadion, dat door de realisatie van een tweede ring een capaciteit kent van 12.080 plaatsen. Hoewel de werkzaamheden nog niet volledig zijn afgerond, zijn alle plaatsen bezet en openen voorzitter Jan Smit en directeur Nico-Jan Hoogma samen met Herman Finkers en Tom Egbers het stadion met een symbolische druk op de knop. Sportieve euforie laat niet lang op zich wachten: Oussama Tannane schiet na vijf minuten een vrije trap direct in het doel. Heracles Almelo verslaat de Nijmegenaren uiteindelijk met 3-0. Het blijkt een startschot voor een historisch seizoen.
Heracles Almelo eindigt de jaargang op de zesde plaats. Daardoor mag de club in de play-offs strijden om een Europees ticket. In de halve finale is FC Groningen de tegenstander. Waar in Groningen het heenduel met 2-1 verloren wordt, daar is Heracles Almelo in eigen huis de baas. In de slotfase buigt de ploeg een 0-1 achterstand om: dankzij de 2-1 stand na negentig minuten volgt een verlenging. Heracles Almelo is ontketend en wint met 5-1. In de finaleronde treft Heracles Almelo FC Utrecht. In Almelo wordt het 1-1, in Utrecht wint Heracles Almelo met 0-2. Heracles Almelo plaatst zich daarmee voor de eerste keer in de clubgeschiedenis voor Europees voetbal.

Loting bepaalt dat Heracles Almelo het in de derde ronde van de Europa League opneemt tegen FC Arouca, de nummer vijf van Portugal. Het Europese debuut van Heracles Almelo vindt plaats op 28 juli 2016. In Almelo breekt spits Paul Gladon na 53 minuten de ban. Drie seconden voor het verstrijken van de officiële speeltijd krijgt de ploeg echter onnodig een doelpunt tegen. Walter González is de maker van de 1-1. De return in Portugal een week later eindigt zoals die begon. Door het doelpuntloze gelijkspel is Heracles Almelo op basis van het aantal gemaakte uitdoelpunten uitgeschakeld

## Erelijst
| Competitie     | Winnaar | Winnaar                | Runner-up | Runner-up |
| Competitie     | Aantal  | Jaren                  | Aantal    | Jaren     |
| -------------- | ------- | ---------------------- | --------- | --------- |
| Nationaal      |         |                        |           |           |
| Landskampioen  | 2×      | 1927, 1941             | –         | –         |
| Eerste Divisie | 4×      | 1962, 1985, 2005, 2023 | –         | –         |
| Tweede Divisie | 1×      | 1958                   | –         | –         |
| KNVB beker     | –       | –                      | 1×        | 2012      |

## Stadion

### Bornsestraat
Vanaf 1909 tot en met augustus 1999 speelde Heracles zijn wedstrijden aan de Bornsestraat. Dit stadion met een capaciteit van 8.000 plaatsen (anno 1999), en met een toeschouwersrecord van 25.000 bezoekers bij de Eredivisiewedstrijd Heracles - Feyenoord (8 november 1964), werd gekenmerkt door de Engelse houten hoofdtribune, die in de lente van 1925 werd gebouwd en na de afbraak van het stadion is verplaatst naar de velden van de amateurs van A.V.C. Heracles. Dit stadion is tegenwoordig een rijksmonument.

### Asito Stadion
Het huidige stadion van Heracles bood oorspronkelijk plaats aan 6900 toeschouwers. Na de rappe uitverkoop van seizoenskaarten voor het seizoen 2005/06 smeedde het bestuur een plan om nog voor de start van de competitie het stadion met zo'n 3000 zitplaatsen uit te breiden tot bijna 10.000 zitplaatsen. Ook was het de bedoeling dat er een hele reeks nieuwe skyboxen zou worden gebouwd. Waar normaliter boven op de bestaande tribunes wordt gebouwd, zijn in het Polman Stadion de tribunes naar onderen doorgetrokken tot aan het veld, iets wat een zogeheten "Engels sfeertje" moet terugbrengen van de Bornsestraat. De plannen zijn ten uitvoer gebracht en de totale capaciteit van het stadion is verhoogd van de originele 6900 (400 plaatsen voor de bezoekende club) tot 8500. Sinds 2003 is het stadion voorzien van kunstgras. De club was daarmee de eerste Nederlandse profclub die zijn thuiswedstrijden afwerkte op kunstgras. Ook kan de club zowel haar thuiswedstrijden als de trainingen in het stadion faciliteren in tegenstelling tot clubs met een mat van natuurgras. Vanaf het seizoen 2024/25 speelt Heracles haar thuiswedstrijden op een hybride grasmat, hiermee is er na een onafgebroken periode van 21 jaar een einde gekomen aan kunstgras in het stadion. Door deze aanpassing is er tevens een nieuw trainingsveld aangelegd naast het stadion, dit veld bestaat eveneens uit hybride gras en hier worden de trainingen van de eerste selectie op afgewerkt.

#### Vernieuwing
In 2007 startte Heracles een inventarisatie over de toekomstplannen met het stadion. Dit leidde tot het plan om een gloednieuw stadion te bouwen. Dit stadion moest onderdak bieden aan maximaal 15.000 supporters en werd in 2009 aan de gemeenteraad van Almelo voorgelegd. Het akkoord is echter nooit gesloten; de gemeente Almelo en Heracles konden geen akkoord bereiken door politieke meningsverschillen in de gemeenteraad en de tussenkomst van de Provincie Overijssel. Er ontstond veel discussie over het relatief grote commerciële grondoppervlak voor detailhandel in het stadion. Dit zou mogelijk ongewenst concurrentie opleveren met de leeglopende binnenstad van Almelo.
Daarom werd op 13 januari 2014 een nieuw plan gepresenteerd door de club, namelijk de tribunes ophogen met een tweede ring, meer skyboxen en een algehele modernisering van het huidige stadion. Het project kreeg de naam 'Vernieuwbouw' en had als doel om een maximale capaciteit van 13.000 te bieden per seizoen 2015/16.
De keuze voor de vernieuwing van het stadion was een duurzamer alternatief dan een nieuw stadion. Mede door het gebruik van herbruikbare materialen en bijvoorbeeld Sit and Heat-stoelen in plaats van gaskachels en de elektrificering van het wagenpark met meerdere laadpalen is een CO2-reductie gerealiseerd van wel tachtig procent. Heracles Almelo is, anno 2021, samen met studenten van Saxion duurzaamheidsonderzoek aan het uitvoeren waarbij er oplossingen bedacht worden om het afval in en rondom het stadion te reduceren, zoals bijvoorbeeld het beter scheiden van afvalstromen of het verminderen van plastic bekers.

## Rivaliteit met FC Twente
De wedstrijd tegen FC Twente uit Enschede is voor vele Heracles Almelo supporters de wedstrijd van het jaar. Tijdens de Twentse derby proberen supportersgroepen van beide teams hun ploeg te ondersteunen met ludieke spandoeken en liederen. Fans van FC Twente tonen geregeld beeltenissen van Calimero tijdens de derby, om daar mee aan te geven dat zij vinden dat ze de grotere club zijn.

## In Europa
Heracles Almelo debuteerde in het Europese clubvoetbal op 28 juli 2016 met een thuiswedstrijd tegen het Portugese FC Arouca. Deze wedstrijd eindigde in een 1-1 gelijkspel. Paul Gladon maakte het allereerste Europees doelpunt voor Almeloërs. Op 4 augustus 2016 moesten de 'Heraclieden' op bezoek in het Estádio Municipal de Arouca in Arouca. FC Arouca beleefde op 28 juli, net als Heracles, zijn Europese debuut.
| Seizoen | Competitie    | Ronde | Land              | Club      | Totaalscore | 1e W    | 2e W    | PUC |
| ------- | ------------- | ----- | ----------------- | --------- | ----------- | ------- | ------- | --- |
| 2016/17 | Europa League | 3Q    | Vlag van Portugal | FC Arouca | 1-1 u       | 1-1 (T) | 0-0 (U) | 1.0 |

Totaal aantal punten behaald voor UEFA-coëfficiënten: 1.0

## Organisatie
Bijgewerkt tot 20 augustus 2025
| Nat.                    | Naam            | Functie              | Sinds |
| ----------------------- | --------------- | -------------------- | ----- |
| Raad van Commissarissen |                 |                      |       |
| Vlag van Nederland      | Hans Morsink    | Voorzitter           | 2022  |
| Vlag van Nederland      | Marnix Smit     | Algemeen bestuurslid | 2021  |
| Vlag van Nederland      | Niek Gloudemans | Algemeen bestuurslid | 2022  |
| Vlag van Nederland      | Paul van Lange  | Algemeen bestuurslid | 2024  |
| Directie                |                 |                      |       |
| Vlag van Nederland      | Rob Toussaint   | Algemeen Directeur   | 2017  |
| Vlag van Nederland      | Nico Jan Hoogma | Technisch Directeur  | 2022  |

## Selectie en technische staf

### Selectie
Bijgewerkt tot 18 augustus 2025
| Nr.           | Nat.               | Naam                   | Contract | Vorige club              |
| ------------- | ------------------ | ---------------------- | -------- | ------------------------ |
| Keepers       |                    |                        |          |                          |
| 1             | Vlag van Nederland | Fabian de Keijzer      | 2027     | FC Utrecht               |
| 16            | Vlag van Nederland | Timo Jansink           | 2029     | Eigen jeugd              |
| 30            | Vlag van België    | Robin Mantel           | 2026     | Helmond Sport            |
| 33            | Vlag van Nederland | Leco Zeevalkink        | 2027     | RKSV NEO                 |
| Verdedigers   |                    |                        |          |                          |
| 2             | Vlag van Nederland | Mimeirhel Benita       | 2028     | Feyenoord                |
| 3             | Vlag van Duitsland | Jannes Wieckhoff       | 2026     | FC St. Pauli             |
| 4             | Vlag van Nederland | Damon Mirani           | 2027     | FC Volendam              |
| 6             | Vlag van Servië    | Sava-Arangel Čestić    | 2026     | HNK Rijeka               |
| 15            | Vlag van Suriname  | Djevencio van der Kust | 2028     | Sparta Rotterdam         |
| 22            | Vlag van Italië    | Lorenzo Milani         | 2028     | Pescara                  |
| 23            | Vlag van Nederland | Mike te Wierik         | 2026     | FC Emmen                 |
| 24            | Vlag van Slowakije | Ivan Mesík             | 2028     | Pescara                  |
| 27            | Vlag van Nederland | Jop Tijink             | 2026     | Eigen jeugd              |
| Middenvelders |                    |                        |          |                          |
| 8             | Vlag van Duitsland | Mario Engels           | 2027     | Tokyo Verdy              |
| 10            | Vlag van Nederland | Thomas Bruns           | 2026     | Adanaspor                |
| 11            | Vlag van Frankrijk | Jeff Reine-Adélaïde    | 2027     | Salernitana              |
| 13            | Vlag van Tsjechië  | Jan Žambůrek           | 2028     | Viborg FF                |
| 26            | Vlag van Nederland | Daniël van Kaam        | 2027     | SC Cambuur               |
| 28            | Vlag van Curaçao   | Giandro Sambo          | 2027     | Eigen jeugd              |
| 32            | Vlag van Nederland | Sem Scheperman         | 2029     | Eigen jeugd              |
| 70            | Vlag van Australië | Ajdin Hrustic          | 2026     | Salernitana              |
| Aanvallers    |                    |                        |          |                          |
| 7             | Vlag van België    | Bryan Limbombe         | 2027     | Roda JC Kerkrade         |
| 9             | Vlag van Nederland | Jizz Hornkamp          | 2026     | Willem II                |
| 17            | Vlag van Nederland | Tristan van Gilst      | 2028     | De Graafschap            |
| 19            | Vlag van Kroatië   | Luka Kulenović         | 2028     | FC Slovan Liberec        |
| 20            | Vlag van Nederland | Diego van Oorschot     | 2027     | Eigen jeugd              |
| 21            | Vlag van Luxemburg | Yvandro Borges Sanches | 2028     | Borussia Mönchengladbach |
| 31            | Vlag van Italië    | Antonio Satriano       | 2027     | AC Renate                |

### Technische staf
Bijgewerkt tot 6 juni 2025
| Nat.               | Naam              | Functie           | Sinds | Contract | Vorige club      |
| ------------------ | ----------------- | ----------------- | ----- | -------- | ---------------- |
| Technische staf    |                   |                   |       |          |                  |
| Vlag van Nederland | Bas Sibum         | Hoofdtrainer      | 2025  | 2028     | Roda JC Kerkrade |
| Vlag van Nederland | Hendrie Krüzen    | Assistent-trainer | 2022  | 2027     | Olympique Lyon   |
| Vlag van Nederland | Peter Reekers     | Assistent-trainer | 2023  | 2026     | sc Heerenveen    |
| Vlag van Nederland | Brian van Loo     | Keeperstrainer    | 2014  | 2028     | FC Groningen     |
| Medische staf      |                   |                   |       |          |                  |
| Vlag van Nederland | Ashwien Baidjnath | Fysiotherapeut    | 2015  |          |                  |
| Vlag van Nederland | Emiel Bolscher    | Fysiotherapeut    | 2006  |          |                  |
| Vlag van Nederland | Jurgen Koedijk    | Fysiotherapeut    | 2024  |          |                  |
| Analyse staf       |                   |                   |       |          |                  |
| Vlag van Nederland | Leen den Boer     | Videoanalist      | 2022  | 2028     |                  |
| Overige staf       |                   |                   |       |          |                  |
| Vlag van Nederland | Edwin van Lenthe  | Teammanager       | 2015  |          |                  |
| Vlag van Nederland | Martin Dalhoeven  | Materiaalman      | 2018  |          |                  |
| Vlag van Nederland | Rick Aben         | Performancecoach  | 2022  | 2025     |                  |
| Vlag van Nederland | Gijs Staps        | Performancecoach  | 2024  |          |                  |

## Overzichtslijsten

### Records in het betaalde voetbal
- Meeste goals voor: 115 (eerste div. B / seizoen 1960/61)
- Meeste goals voor plus meeste goals tegen: 162 (115-47) (eerste div. B / seizoen 1960/61)
- Beste doelsaldo: +75 (103-28) (eerste div. B / seizoen 1961/62)
- Meeste goals in één seizoen (topscorer): 47 (Joop Schuman / eerste div. B / seizoen 1961/62)

### Competitieresultaten
- 1955 12e
Eerste klasse (prof) B
- 1956 12e
Eerste klasse (prof) B
- 1957 3e
Tweede divisie A
- 1958 1e
Tweede divisie B
- 1959 7e
Eerste divisie B
- 1960 4e
Eerste divisie B
- 1961 3e
Eerste divisie B
- 1962 1e
Eerste divisie B
- 1963 14e
Eredivisie
- 1964 13e
Eredivisie
- 1965 9e
Eredivisie
- 1966 16e
Eredivisie
- 1967 6e
Eerste divisie
- 1968 11e
Eerste divisie
- 1969 10e
Eerste divisie
- 1970 10e
Eerste divisie
- 1971 6e
Eerste divisie
- 1972 14e
Eerste divisie
- 1973 15e
Eerste divisie
- 1974 10e
Eerste divisie
- 1975 11e
Eerste divisie
- 1976 15e
Eerste divisie
- 1977 19e
Eerste divisie
- 1978 10e
Eerste divisie
- 1979 13e
Eerste divisie
- 1980 10e
Eerste divisie
- 1981 19e
Eerste divisie
- 1982 16e
Eerste divisie
- 1983 16e
Eerste divisie
- 1984 12e
Eerste divisie
- 1985 1e
Eerste divisie
- 1986 18e
Eredivisie
- 1987 15e
Eerste divisie
- 1988 19e
Eerste divisie
- 1989 12e
Eerste divisie
- 1990 3e
Eerste divisie
- 1991 6e
Eerste divisie
- 1992 6e
Eerste divisie
- 1993 17e
Eerste divisie
- 1994 4e
Eerste divisie
- 1995 6e
Eerste divisie
- 1996 8e
Eerste divisie
- 1997 13e
Eerste divisie
- 1998 14e
Eerste divisie
- 1999 17e
Eerste divisie
- 2000 7e
Eerste divisie
- 2001 15e
Eerste divisie
- 2002 8e
Eerste divisie
- 2003 4e
Eerste divisie
- 2004 4e
Eerste divisie
- 2005 1e
Eerste divisie
- 2006 13e
Eredivisie
- 2007 14e
Eredivisie
- 2008 14e
Eredivisie
- 2009 15e
Eredivisie
- 2010 6e
Eredivisie
- 2011 8e
Eredivisie
- 2012 12e
Eredivisie
- 2013 12e
Eredivisie
- 2014 14e
Eredivisie
- 2015 14e
Eredivisie
- 2016 6e
Eredivisie
- 2017 10e
Eredivisie
- 2018 10e
Eredivisie
- 2019 7e
Eredivisie
- 2020 8e
Eredivisie
- 2021 9e
Eredivisie
- 2022 16e
Eredivisie
- 2023 1e
Eerste divisie
- 2024 14e
Eredivisie
- 2025 14e
Eredivisie

In elke staaf van de grafiek staat van boven naar beneden vermeld: 
- Eindnotering

Dit is de positie die de club heeft bereikt in de competitie, zonder eventuele beslissings-, play-off- of nacompetitiewedstrijden die nodig zijn geweest om bijvoorbeeld de kampioen van de competitie te bepalen.
Indien een * achter het getal staat is de notering een tussenstand en kan het zijn dat de notering niet overeenkomt met de uiteindelijke eindstand van de competitie.
Staat er een - dan is het seizoen nog bezig en is er geen definitieve uitslag bekend.
Staat er xx op de positie van de notering, dan heeft de club vroegtijdig de competitie verlaten. Dit kan onder andere komen door terugtrekking van het team, faillissement van de club of door een uitgedeelde straf van de KNVB. In veel gevallen staat elders in het artikel de reden vermeld.
Staat er een ? dan is het resultaat uit het verleden onbekend, en is alleen de competitie of het niveau bekend van dat seizoen.
In de seizoenen 2019/20 en 2020/21 werd wegens de coronacrisis het amateurvoetbal afgebroken. Daardoor kennen deze staven geen eindklassering (middels -- weergegeven).
- Competitieniveau en afdelingsletter of Officiële eindstand Eredivisie
  - Competitieniveau en afdelingsletter

Hierbij geeft het getal het niveau weer, dat ook terug te vinden is in de legenda. De letter is de afdelingsaanduiding en wordt gebruikt wanneer er meer afdelingen zijn op hetzelfde niveau. De afdelingsletter is altijd een hoofdletter en wordt meestal zonder nummer gebruikt.
Voorbeeld: 2F is niveau 2e klasse competitie F.
Het competitieniveau en nummer wordt niet vermeld wanneer er slechts één competitie van dit niveau was.
  - Officiële eindstand Eredivisie (getal staat tussen haakjes vermeld)

Sinds de introductie van play-offwedstrijden voor Europees voetbal na afloop van de reguliere competitie in 2005/06, is de KNVB verplicht een eindstand van de Eredivisie door te geven aan de UEFA aan de hand van deze play-offwedstrijden.
Bij deze eindstand staan clubs die zich hebben gekwalificeerd voor Europees voetbal hoger dan clubs die zich niet wisten te kwalificeren. Indien er geen verschil was tussen de eindnotering en de officiële eindstand, staat dit getal niet vermeld.

- Onderafdeling

Hier staat afgekort de naam van de onderafdeling indien de club in dat jaar in een onderafdeling uitkwam. Tevens staat deze afkorting in de legenda en wordt gelinkt naar het artikel over deze onderafdeling. Deze afkorting wordt alleen vermeld wanneer de club in het verleden in verschillende onderafdelingen heeft gespeeld. Deze vermelding is in de staaf altijd in kleine letters. Deze onderafdelingen zijn na het seizoen 1995/96 afgeschaft. Heeft de club in slechts één onderafdeling gespeeld, dan is dit alleen terug te vinden in de legenda.
Onder de staaf staat het jaartal vermeld waarin het seizoen is afgesloten. 15 verwijst naar het seizoen 2014/15 of eventueel het seizoen 1914/15.
Wanneer een staaf leeg is, zijn deze gegevens niet bekend. Het kan ook zijn dat de club dat seizoen niet heeft meegespeeld op het hogere amateurniveau, vroegtijdig de competitie heeft verlaten of uit de competitie is gezet.

In het seizoen 1944/45 was er wegens de Tweede Wereldoorlog geen regulier competitievoetbal.
- Eredivisie
- Eerste klasse (prof)
- Eerste divisie
- Tweede divisie

- 1954 – 1974: Heracles
- 1974 – 1998: SC Heracles '74
- 1998 – heden: Heracles Almelo

### Seizoensoverzichten
| Resultaten van Heracles Almelo sinds de toetreding in het betaald voetbal in 1954 | Resultaten van Heracles Almelo sinds de toetreding in het betaald voetbal in 1954 | Resultaten van Heracles Almelo sinds de toetreding in het betaald voetbal in 1954 | Resultaten van Heracles Almelo sinds de toetreding in het betaald voetbal in 1954 | Resultaten van Heracles Almelo sinds de toetreding in het betaald voetbal in 1954 | Resultaten van Heracles Almelo sinds de toetreding in het betaald voetbal in 1954 | Resultaten van Heracles Almelo sinds de toetreding in het betaald voetbal in 1954 | Resultaten van Heracles Almelo sinds de toetreding in het betaald voetbal in 1954 | Resultaten van Heracles Almelo sinds de toetreding in het betaald voetbal in 1954 | Resultaten van Heracles Almelo sinds de toetreding in het betaald voetbal in 1954 | Resultaten van Heracles Almelo sinds de toetreding in het betaald voetbal in 1954 | Resultaten van Heracles Almelo sinds de toetreding in het betaald voetbal in 1954 | Resultaten van Heracles Almelo sinds de toetreding in het betaald voetbal in 1954                                                                      |
| Seizoen                                                                           | Competitie                                                                        | Competitie                                                                        | Competitie                                                                        | Competitie                                                                        | Competitie                                                                        | Competitie                                                                        | Competitie                                                                        | Competitie                                                                        | Competitie                                                                        | Kwalificatie                                                                      | KNVB beker                                                                        | Bijzonderheid |
| Seizoen                                                                           | Divisie                                                                           | GW                                                                                | W                                                                                 | G                                                                                 | V                                                                                 | PNT                                                                               | DV                                                                                | DT                                                                                | POS                                                                               | Kwalificatie                                                                      | KNVB beker                                                                        | Bijzonderheid |
| --------------------------------------------------------------------------------- | --------------------------------------------------------------------------------- | --------------------------------------------------------------------------------- | --------------------------------------------------------------------------------- | --------------------------------------------------------------------------------- | --------------------------------------------------------------------------------- | --------------------------------------------------------------------------------- | --------------------------------------------------------------------------------- | --------------------------------------------------------------------------------- | --------------------------------------------------------------------------------- | --------------------------------------------------------------------------------- | --------------------------------------------------------------------------------- | --- |
| 1954/55                                                                           | Eerste klasse B                                                                   | 9                                                                                 | 3                                                                                 | 2                                                                                 | 4                                                                                 | 8                                                                                 | 16                                                                                | 18                                                                                | 8e                                                                                | –                                                                                 | Geen bekertoernooi                                                                | Heracles treedt toe tot het betaald voetbal De competitie werd na de fusie van de KNVB en de NBVB niet afgemaakt. Alle teams werden opnieuw ingedeeld. |
| 1954/55                                                                           | Eerste klasse B                                                                   | 26                                                                                | 8                                                                                 | 5                                                                                 | 13                                                                                | 21                                                                                | 56                                                                                | 71                                                                                | 12e                                                                               | Eerste klasse                                                                     | Geen bekertoernooi                                                                | Heracles treedt toe tot het betaald voetbal De competitie werd na de fusie van de KNVB en de NBVB niet afgemaakt. Alle teams werden opnieuw ingedeeld. |
| 1955/56                                                                           | Eerste klasse B                                                                   | 27                                                                                | 7                                                                                 | 3                                                                                 | 16                                                                                | 17                                                                                | 38                                                                                | 58                                                                                | 12e                                                                               | Tweede divisie                                                                    | Geen bekertoernooi                                                                | |
| 1956/57                                                                           | Tweede divisie A                                                                  | 28                                                                                | 15                                                                                | 7                                                                                 | 6                                                                                 | 37                                                                                | 58                                                                                | 29                                                                                | 3e                                                                                | –                                                                                 | 3e ronde                                                                          | – |
| 1957/58                                                                           | Tweede divisie B                                                                  | 28                                                                                | 23                                                                                | 1                                                                                 | 4                                                                                 | 47                                                                                | 85                                                                                | 33                                                                                | 1e                                                                                | Rechtstreekse promotie                                                            | Voorronde                                                                         | – |
| 1958/59                                                                           | Eerste divisie B                                                                  | 28                                                                                | 11                                                                                | 4                                                                                 | 13                                                                                | 26                                                                                | 54                                                                                | 53                                                                                | 7e                                                                                | –                                                                                 | 2e ronde                                                                          | – |
| 1959/60                                                                           | Eerste divisie B                                                                  | 32                                                                                | 17                                                                                | 6                                                                                 | 9                                                                                 | 40                                                                                | 66                                                                                | 52                                                                                | 4e                                                                                | –                                                                                 | Geen bekertoernooi                                                                | – |
| 1960/61                                                                           | Eerste divisie B                                                                  | 34                                                                                | 23                                                                                | 3                                                                                 | 8                                                                                 | 49                                                                                | 115                                                                               | 47                                                                                | 3e                                                                                | –                                                                                 | Kwartfinale                                                                       | – |
| 1961/62                                                                           | Eerste divisie B                                                                  | 34                                                                                | 22                                                                                | 6                                                                                 | 6                                                                                 | 50                                                                                | 103                                                                               | 28                                                                                | 1e                                                                                | –                                                                                 | Kwartfinale                                                                       | – |
| 1962/63                                                                           | Eredivisie                                                                        | 30                                                                                | 9                                                                                 | 8                                                                                 | 13                                                                                | 26                                                                                | 54                                                                                | 62                                                                                | 14e                                                                               | –                                                                                 | 3e ronde                                                                          | – |
| 1963/64                                                                           | Eredivisie                                                                        | 30                                                                                | 8                                                                                 | 7                                                                                 | 15                                                                                | 23                                                                                | 44                                                                                | 65                                                                                | 13e                                                                               | –                                                                                 | 1e ronde                                                                          | – |
| 1964/65                                                                           | Eredivisie                                                                        | 30                                                                                | 11                                                                                | 7                                                                                 | 12                                                                                | 29                                                                                | 36                                                                                | 52                                                                                | 9e                                                                                | –                                                                                 | 2e ronde                                                                          | – |
| 1965/66                                                                           | Eredivisie                                                                        | 20                                                                                | 5                                                                                 | 10                                                                                | 15                                                                                | 20                                                                                | 32                                                                                | 59                                                                                | 16e                                                                               | Rechtstreekse degradatie                                                          | 2e ronde                                                                          | – |
| 1966/67                                                                           | Eerste divisie                                                                    | 38                                                                                | 14                                                                                | 16                                                                                | 8                                                                                 | 44                                                                                | 53                                                                                | 44                                                                                | 6e                                                                                | –                                                                                 | Kwartfinale                                                                       | – |
| 1967/68                                                                           | Eerste divisie                                                                    | 36                                                                                | 13                                                                                | 11                                                                                | 12                                                                                | 37                                                                                | 49                                                                                | 45                                                                                | 11e                                                                               | –                                                                                 | Groepsfase                                                                        | – |
| 1968/69                                                                           | Eerste divisie                                                                    | 34                                                                                | 11                                                                                | 11                                                                                | 12                                                                                | 33                                                                                | 38                                                                                | 43                                                                                | 10e                                                                               | –                                                                                 | Kwartfinale                                                                       | – |
| 1969/70                                                                           | Eerste divisie                                                                    | 34                                                                                | 9                                                                                 | 12                                                                                | 13                                                                                | 30                                                                                | 33                                                                                | 40                                                                                | 10e                                                                               | –                                                                                 | 1e ronde                                                                          | – |
| 1970/71                                                                           | Eerste divisie                                                                    | 30                                                                                | 10                                                                                | 11                                                                                | 9                                                                                 | 31                                                                                | 42                                                                                | 40                                                                                | 6e                                                                                | –                                                                                 | 2e ronde                                                                          | – |
| 1971/72                                                                           | Eerste divisie                                                                    | 40                                                                                | 13                                                                                | 9                                                                                 | 18                                                                                | 35                                                                                | 46                                                                                | 45                                                                                | 14e                                                                               | –                                                                                 | 1e ronde                                                                          | – |
| 1972/73                                                                           | Eerste divisie                                                                    | 38                                                                                | 9                                                                                 | 12                                                                                | 17                                                                                | 30                                                                                | 45                                                                                | 58                                                                                | 15e                                                                               | –                                                                                 | 3e ronde                                                                          | – |
| 1973/74                                                                           | Eerste divisie                                                                    | 38                                                                                | 12                                                                                | 14                                                                                | 12                                                                                | 38                                                                                | 47                                                                                | 39                                                                                | 10e                                                                               | –                                                                                 | 2e ronde                                                                          | – |
| 1974/75                                                                           | Eerste divisie                                                                    | 36                                                                                | 11                                                                                | 13                                                                                | 12                                                                                | 35                                                                                | 49                                                                                | 56                                                                                | 11e                                                                               | –                                                                                 | Kwartfinale                                                                       | Naamsverandering naar SC Heracles '74 |
| 1975/76                                                                           | Eerste divisie                                                                    | 36                                                                                | 12                                                                                | 5                                                                                 | 19                                                                                | 29                                                                                | 38                                                                                | 54                                                                                | 15e                                                                               | –                                                                                 | 2e ronde                                                                          | – |
| 1976/77                                                                           | Eerste divisie                                                                    | 36                                                                                | 3                                                                                 | 9                                                                                 | 24                                                                                | 15                                                                                | 30                                                                                | 78                                                                                | 19e                                                                               | –                                                                                 | 1e ronde                                                                          | – |
| 1977/78                                                                           | Eerste divisie                                                                    | 36                                                                                | 12                                                                                | 12                                                                                | 12                                                                                | 36                                                                                | 36                                                                                | 37                                                                                | 10e                                                                               | –                                                                                 | 2e ronde                                                                          | – |
| 1978/79                                                                           | Eerste divisie                                                                    | 36                                                                                | 10                                                                                | 11                                                                                | 16                                                                                | 31                                                                                | 46                                                                                | 49                                                                                | 13e                                                                               | –                                                                                 | 2e ronde                                                                          | – |
| 1979/80                                                                           | Eerste divisie                                                                    | 36                                                                                | 15                                                                                | 7                                                                                 | 14                                                                                | 37                                                                                | 56                                                                                | 51                                                                                | 10e                                                                               | –                                                                                 | 1e ronde                                                                          | – |
| 1980/81                                                                           | Eerste divisie                                                                    | 36                                                                                | 7                                                                                 | 6                                                                                 | 23                                                                                | 20                                                                                | 35                                                                                | 72                                                                                | 19e                                                                               | –                                                                                 | 1e ronde                                                                          | – |
| 1981/82                                                                           | Eerste divisie                                                                    | 34                                                                                | 9                                                                                 | 8                                                                                 | 17                                                                                | 26                                                                                | 48                                                                                | 68                                                                                | 16e                                                                               | –                                                                                 | Kwartfinale                                                                       | – |
| 1982/83                                                                           | Eerste divisie                                                                    | 30                                                                                | 8                                                                                 | 2                                                                                 | 20                                                                                | 18                                                                                | 41                                                                                | 76                                                                                | 16e                                                                               | –                                                                                 | 1e ronde                                                                          | – |
| 1983/84                                                                           | Eerste divisie                                                                    | 32                                                                                | 10                                                                                | 10                                                                                | 12                                                                                | 30                                                                                | 48                                                                                | 49                                                                                | 12e                                                                               | –                                                                                 | 2e ronde                                                                          | – |
| 1984/85                                                                           | Eerste divisie                                                                    | 34                                                                                | 18                                                                                | 10                                                                                | 6                                                                                 | 46                                                                                | 50                                                                                | 35                                                                                | 1e                                                                                | Rechtstreekse promotie                                                            | 1e ronde                                                                          | – |
| 1985/86                                                                           | Eredivisie                                                                        | 34                                                                                | 3                                                                                 | 6                                                                                 | 25                                                                                | 12                                                                                | 26                                                                                | 99                                                                                | 18e                                                                               | Rechtstreekse degradatie                                                          | 2e ronde                                                                          | – |
| 1986/87                                                                           | Eerste divisie                                                                    | 36                                                                                | 9                                                                                 | 10                                                                                | 17                                                                                | 28                                                                                | 48                                                                                | 63                                                                                | 15e                                                                               | –                                                                                 | 2e ronde                                                                          | – |
| 1987/88                                                                           | Eerste divisie                                                                    | 36                                                                                | 5                                                                                 | 6                                                                                 | 25                                                                                | 16                                                                                | 31                                                                                | 91                                                                                | 19e                                                                               | –                                                                                 | 2e ronde                                                                          | – |
| 1988/89                                                                           | Eerste divisie                                                                    | 36                                                                                | 12                                                                                | 10                                                                                | 16                                                                                | 34                                                                                | 46                                                                                | 66                                                                                | 12e                                                                               | –                                                                                 | 1e ronde                                                                          | – |
| 1989/90                                                                           | Eerste divisie                                                                    | 36                                                                                | 17                                                                                | 8                                                                                 | 11                                                                                | 42                                                                                | 42                                                                                | 42                                                                                | 3e                                                                                | Nacompetitie                                                                      | 1e ronde                                                                          | Promotiewedstrijden tegen Emmen (1–3 & 0–2) en FC Wageningen (1–1 & 0–0)                                                                               |
| 1990/91                                                                           | Eerste divisie                                                                    | 38                                                                                | 13                                                                                | 18                                                                                | 7                                                                                 | 44                                                                                | 50                                                                                | 36                                                                                | 6e                                                                                | –                                                                                 | 2e ronde                                                                          | – |
| 1991/92                                                                           | Eerste divisie                                                                    | 38                                                                                | 16                                                                                | 12                                                                                | 10                                                                                | 44                                                                                | 61                                                                                | 50                                                                                | 6e                                                                                | Nacompetitie                                                                      | 2e ronde                                                                          | Promotiewedstrijden tegen Go Ahead Eagles (1–2 & 1–1) en NAC (0–1 & 0–3)                                                                               |
| 1992/93                                                                           | Eerste divisie                                                                    | 34                                                                                | 7                                                                                 | 8                                                                                 | 19                                                                                | 22                                                                                | 29                                                                                | 58                                                                                | 17e                                                                               | –                                                                                 | 3e ronde                                                                          | – |
| 1993/94                                                                           | Eerste divisie                                                                    | 34                                                                                | 16                                                                                | 9                                                                                 | 9                                                                                 | 41                                                                                | 68                                                                                | 37                                                                                | 4e                                                                                | Nacompetitie                                                                      | 3e ronde                                                                          | Promotiewedstrijden tegen De Graafschap (1–2 & 4–3), N.E.C. (0–1 & 0–1) en VVV (0–4 & 3–1)                                                             |
| 1994/95                                                                           | Eerste divisie                                                                    | 34                                                                                | 16                                                                                | 7                                                                                 | 11                                                                                | 39                                                                                | 62                                                                                | 46                                                                                | 6e                                                                                | Nacompetitie                                                                      | Kwartfinale                                                                       | Promotiewedstrijden tegen FC Den Haag (2–1 & 1–5), De Graafschap (0–4 & 1–2) en MVV (3–2 & 1–1)                                                        |
| 1995/96                                                                           | Eerste divisie                                                                    | 34                                                                                | 14                                                                                | 8                                                                                 | 12                                                                                | 50                                                                                | 56                                                                                | 50                                                                                | 8e                                                                                | Nacompetitie                                                                      | 2e ronde                                                                          | Promotiewedstrijden tegen FC Den Bosch (2–0 & 2–2), FC Volendam (1–2 & 1–2) en VVV (4–1 & 3–0)                                                         |
| 1996/97                                                                           | Eerste divisie                                                                    | 34                                                                                | 9                                                                                 | 10                                                                                | 15                                                                                | 37                                                                                | 51                                                                                | 50                                                                                | 13e                                                                               | –                                                                                 | Achtste finale                                                                    | – |
| 1997/98                                                                           | Eerste divisie                                                                    | 34                                                                                | 8                                                                                 | 8                                                                                 | 18                                                                                | 32                                                                                | 51                                                                                | 77                                                                                | 14e                                                                               | –                                                                                 | Achtste finale                                                                    | – |
| 1998/99                                                                           | Eerste divisie                                                                    | 34                                                                                | 9                                                                                 | 7                                                                                 | 18                                                                                | 34                                                                                | 37                                                                                | 58                                                                                | 17e                                                                               | –                                                                                 | 2e ronde                                                                          | Naamsverandering naar Heracles Almelo |
| 1999/00                                                                           | Eerste divisie                                                                    | 34                                                                                | 13                                                                                | 8                                                                                 | 13                                                                                | 47                                                                                | 41                                                                                | 42                                                                                | 7e                                                                                | Nacompetitie                                                                      | 3e ronde                                                                          | Promotiewedstrijden tegen Emmen (1–1 & 1–2), FC Groningen (2–4 & 2–4) en MVV (3–1 & 1–5)                                                               |
| 2000/01                                                                           | Eerste divisie                                                                    | 34                                                                                | 10                                                                                | 9                                                                                 | 15                                                                                | 39                                                                                | 38                                                                                | 56                                                                                | 15e                                                                               | –                                                                                 | Achtste finale                                                                    | – |
| 2001/02                                                                           | Eerste divisie                                                                    | 34                                                                                | 14                                                                                | 6                                                                                 | 14                                                                                | 48                                                                                | 52                                                                                | 51                                                                                | 8e                                                                                | –                                                                                 | 2e ronde                                                                          | – |
| 2002/03                                                                           | Eerste divisie                                                                    | 34                                                                                | 18                                                                                | 6                                                                                 | 10                                                                                | 60                                                                                | 78                                                                                | 52                                                                                | 4e                                                                                | Nacompetitie                                                                      | 2e ronde                                                                          | Promotiewedstrijden tegen Emmen (1–2 & 1–0), Excelsior (0–2 & 2–1) en FC Volendam (1–2 & 1–3)                                                          |
| 2003/04                                                                           | Eerste divisie                                                                    | 36                                                                                | 19                                                                                | 10                                                                                | 7                                                                                 | 67                                                                                | 71                                                                                | 42                                                                                | 4e                                                                                | Nacompetitie                                                                      | Kwartfinale                                                                       | Promotiewedstrijden tegen Excelsior (2–2 & 1–0), De Graafschap (2–0 & 0–2) en FC Volendam (4–0 & 2–2)                                                  |
| 2004/05                                                                           | Eerste divisie                                                                    | 36                                                                                | 23                                                                                | 6                                                                                 | 7                                                                                 | 75                                                                                | 67                                                                                | 34                                                                                | 1e                                                                                | Rechtstreekse promotie                                                            | 3e ronde                                                                          | – |
| 2005/06                                                                           | Eredivisie                                                                        | 34                                                                                | 11                                                                                | 6                                                                                 | 17                                                                                | 39                                                                                | 35                                                                                | 58                                                                                | 13e                                                                               | Play-offs Intertoto Cup                                                           | 1e ronde                                                                          | Wedstrijden tegen N.E.C. (0–2 & 3–2) |
| 2006/07                                                                           | Eredivisie                                                                        | 34                                                                                | 7                                                                                 | 11                                                                                | 16                                                                                | 32                                                                                | 32                                                                                | 64                                                                                | 14e                                                                               | –                                                                                 | 2e ronde                                                                          | – |
| 2007/08                                                                           | Eredivisie                                                                        | 34                                                                                | 8                                                                                 | 8                                                                                 | 18                                                                                | 32                                                                                | 34                                                                                | 64                                                                                | 14e                                                                               | –                                                                                 | Halve finale                                                                      | – |
| 2008/09                                                                           | Eredivisie                                                                        | 34                                                                                | 7                                                                                 | 11                                                                                | 16                                                                                | 32                                                                                | 35                                                                                | 53                                                                                | 15e                                                                               | –                                                                                 | 2e ronde                                                                          | – |
| 2009/10                                                                           | Eredivisie                                                                        | 34                                                                                | 17                                                                                | 5                                                                                 | 12                                                                                | 56                                                                                | 54                                                                                | 49                                                                                | 6e                                                                                | Play-offs UEFA Europa League                                                      | Achtste finale                                                                    | Wedstrijden tegen Roda JC (1–1 & 1–2) |
| 2010/11                                                                           | Eredivisie                                                                        | 34                                                                                | 14                                                                                | 7                                                                                 | 13                                                                                | 49                                                                                | 65                                                                                | 56                                                                                | 8e                                                                                | Play-offs UEFA Europa League                                                      | 4e ronde                                                                          | Wedstrijden tegen FC Groningen (3–2 & 1–2) |
| 2011/12                                                                           | Eredivisie                                                                        | 34                                                                                | 11                                                                                | 7                                                                                 | 16                                                                                | 40                                                                                | 52                                                                                | 62                                                                                | 12e                                                                               | –                                                                                 | Finalist                                                                          | – |
| 2012/13                                                                           | Eredivisie                                                                        | 34                                                                                | 9                                                                                 | 11                                                                                | 14                                                                                | 38                                                                                | 58                                                                                | 71                                                                                | 12e                                                                               | –                                                                                 | Kwartfinale                                                                       | – |
| 2013/14                                                                           | Eredivisie                                                                        | 34                                                                                | 10                                                                                | 7                                                                                 | 17                                                                                | 37                                                                                | 45                                                                                | 59                                                                                | 14e                                                                               | –                                                                                 | Achtste finale                                                                    | – |
| 2014/15                                                                           | Eredivisie                                                                        | 34                                                                                | 11                                                                                | 4                                                                                 | 19                                                                                | 37                                                                                | 47                                                                                | 64                                                                                | 14e                                                                               | –                                                                                 | Achtste finale                                                                    | – |
| 2015/16                                                                           | Eredivisie                                                                        | 34                                                                                | 14                                                                                | 9                                                                                 | 11                                                                                | 51                                                                                | 47                                                                                | 49                                                                                | 6e                                                                                | Play-offs UEFA Europa League Derde voorronde UEFA Europa League                   | Achtste finale                                                                    | Wedstrijden tegen FC Groningen (1–2 & 5–1) en FC Utrecht (1–1 & 2–0)                                                                                   |
| 2016/17                                                                           | Eredivisie                                                                        | 34                                                                                | 12                                                                                | 7                                                                                 | 15                                                                                | 43                                                                                | 53                                                                                | 55                                                                                | 10e                                                                               | –                                                                                 | Achtste finale                                                                    | – |
| 2017/18                                                                           | Eredivisie                                                                        | 34                                                                                | 11                                                                                | 9                                                                                 | 14                                                                                | 42                                                                                | 50                                                                                | 64                                                                                | 10e                                                                               | –                                                                                 | Achtste finale                                                                    | – |
| 2018/19                                                                           | Eredivisie                                                                        | 34                                                                                | 15                                                                                | 3                                                                                 | 16                                                                                | 68                                                                                | 48                                                                                | 61                                                                                | 7e                                                                                | Play-offs UEFA Europa League                                                      | 2e ronde                                                                          | Wedstrijden tegen FC Utrecht (0–2 & 0–3) |
| 2019/20                                                                           | Eredivisie                                                                        | 26                                                                                | 10                                                                                | 6                                                                                 | 10                                                                                | 36                                                                                | 40                                                                                | 34                                                                                | 10e                                                                               | –                                                                                 | Achtste finale                                                                    | Door de coronacrisis is competitie niet afgemaakt. De tussenstand na 29 speelrondes werd de eindstand                                                  |
| 2020/21                                                                           | Eredivisie                                                                        | 34                                                                                | 12                                                                                | 8                                                                                 | 14                                                                                | 44                                                                                | 42                                                                                | 53                                                                                | 9e                                                                                | –                                                                                 | Achtste finale                                                                    | – |
| 2021/22                                                                           | Eredivisie                                                                        | 34                                                                                | 9                                                                                 | 7                                                                                 | 18                                                                                | 34                                                                                | 33                                                                                | 49                                                                                | 16e                                                                               | Nacompetitie                                                                      | 2e ronde                                                                          | Degradatiewedstrijden tegen Excelsior Rotterdam (0–3 & 1–3)                                                                                            |
| 2022/23                                                                           | Eerste divisie                                                                    | 38                                                                                | 27                                                                                | 4                                                                                 | 7                                                                                 | 85                                                                                | 103                                                                               | 42                                                                                | 1e                                                                                | Rechtstreekse promotie                                                            | 2e ronde                                                                          | – |
| 2023/24                                                                           | Eredivisie                                                                        | 34                                                                                | 9                                                                                 | 6                                                                                 | 19                                                                                | 33                                                                                | 41                                                                                | 74                                                                                | 14e                                                                               | –                                                                                 | 1e ronde                                                                          | – |
| 2024/25                                                                           | Eredivisie                                                                        | 34                                                                                | 9                                                                                 | 11                                                                                | 14                                                                                | 38                                                                                | 42                                                                                | 63                                                                                | 14e                                                                               | –                                                                                 | Halve finale                                                                      | – |

### Bekende en prominente (oud-)spelers
Een van de bekendste spelers uit de clubgeschiedenis is de Zuid-Afrikaan Steve Mokone ook wel bekend onder zijn bijnaam De Zwarte Meteoor. Andere bekende oud-spelers zijn Hendrie Krüzen, Folkert Velten, Hennie van Nee, Joop Schuman en Everton Ramos da Silva.
Een bekende oud-voorzitter is Fred Hoogstraten. Hij fungeerde ook jarenlang als bestuurslid technische zaken bij de Almelose club. Hoogstraten stak in de jaren 70 en 80 het noodlijdende Heracles meerdere keren de helpende hand toe, waardoor de club werd gered van de ondergang. Hij was tevens erevoorzitter. Hoogstraten is 3 juni 2009 op 72-jarige leeftijd overleden.
- Henk ten Cate
- Darius Dhlomo
- Cyriel Dessers
- Bas Dost
- Sota Hirayama
- Nico-Jan Hoogma
- Ragnar Klavan
- René Kolmschot
- Niki Leferink
- Bryan Linssen
- Steve Mokone
- Hennie van Nee
- Ton Pattinama
- Martin Pieckenhagen
- Everton Ramos da Silva
- Joop Schuman
- Oussama Tannane
- Frans van der Veen
- Folkert Velten
- Gertjan Verbeek
- Wout Weghorst

### Topscorers
- 1954/55:  Willy Mos (4)
- 0000000  Willy Mos (19)
- 1955/56:  Willy Mos (14)
- 1956/57:  Jan Kamphuis (16)
- 1957/58:  Joop Schuman (42)
- 1958/59:  Joop Schuman (23)
- 1959/60:  Joop Schuman (28)
- 1960/61:  Herman Vrielink (28)
- 1961/62:  Joop Schuman (44)
- 1962/63:  Bert Theunissen (12)
- 1963/64:  Roel Greving (14)
- 1964/65:  Hennie van Nee (12)
- 1965/66:  Herman Morsink (10)
- 1966/67:  Herman Morsink (20)
- 1967/68:  Herman Morsink (19)
- 1968/69:  Herman Morsink (10)
- 1969/70:  André Hulshorst (8)
- 1970/71:  Guus Hoevenberg (10)
- 1971/72:  Joop Leidekker (16)
- 1972/73:  Harry Feijer (9)
000000 :  Jan Bronkers (9)
- 1973/74:  Gerrit Westerhof (11)
- 1974/75:  Hans Polko (12)
- 1975/76:  Paul Kerlin (12)
- 1976/77:  Warry Grobben (5)
- 1977/78:  Rob Poell (8)
- 1978/79:  Ron van Oosterom (15)
- 1979/80:  Hannes Lalopua (13)
- 1980/81:  Rob Poell (7)
- 1981/82:  Jedd Kerr (11)
- 1982/83:  Han Unaola (12)
- 1983/84:  Hendrie Krüzen (8)
000000 :  John ter Mors (8)
000000 :  Ruud Schepers (8)
- 1984/85:  Hendrie Krüzen (8)
000000 :  Rudolf Metz (8)
- 1985/86:  Rudolf Metz (7)
- 1986/87:  Ruud Schepers (10)
- 1987/88:  Hans Galgenbeld (8)
- 1988/89:  Folkert Velten (24)
- 1989/90:  Folkert Velten (14)
- 1990/91:  Folkert Velten (15)
- 1991/92:  Folkert Velten (21)
- 1992/93:  Folkert Velten (7)
- 1993/94:  Dick Kooijman (23)
- 1994/95:  Folkert Velten (22)
- 1995/96:  Folkert Velten (12)
- 1996/97:  Folkert Velten (14)
- 1997/98:  Danny Jörns (9)
- 1998/99:  Niki Leferink (9)
- 1999/00:  Erwin Looms (8)
- 2000/01:  Rik Platvoet (12)
- 2001/02:  Roy Stroeve (17)
- 2002/03:  Rik Platvoet (28)
- 2003/04:  Yuri Rose (22)
- 2004/05:  Gertjan Tamerus (13)
- 2005/06:  Sota Hirayama (8)
- 2006/07:  Everton (9)
- 2007/08:  Everton (8)
- 2008/09:  Ricky van den Bergh (7)
- 2009/10:  Bas Dost (14)
000000 :  Everton (14)
- 2010/11:  Willie Overtoom (15)
000000 :  Everton (15)
- 2011/12:  Glynor Plet (10)
- 2012/13:  Everton (10)
- 2013/14:  Bryan Linssen (11)
- 2014/15:  Bryan Linssen (10)
- 2015/16:  Wout Weghorst (12)
- 2016/17:  Samuel Armenteros (19)
- 2017/18:  Reuven Niemeijer (8)
000000 :  Vincent Vermeij (8)
- 2018/19:  Adrián Dalmau (19)
- 2019/20:  Cyriel Dessers (15)
- 2020/21:  Rai Vloet (16)
- 2021/22:  Sinan Bakış (6)
- 2022/23:  Samuel Armenteros (17)
- 2023/24:  Jizz Hornkamp (10)
- 2024/25:  Luka Kulenović (9)

### Trainers
- 1903–1919: Niet bekend
- 1919–1921:  Harry Colclough
- 1921–1923:  Ted Magner
- 1923–1932:  Harry Colclough
- 1932–1935:  Robert Roxburgh
- 1935–1936:  Heales
- 1936–1939:  Maurice Bell
- 1939–1940:  Tom Jennings
- 1940–1944:  Henk Koldewijn ("oudspeler")[13]
- 1946–1947:  Leslie Lievesley
- 1947–1948:  Henk Koldewijn
- 1948–1949:  David Davison
- 1949–1953:  Gilbert Richmond
- 1953–1956:  Duggie Lochhead
- 1956–1960:  Jan Bijl
- 1960–1961:  Michael Keeping
- 1961–1963:  Jaap van der Leck
- 000001963:  Joop Brand (a.i.)
- 1963–1964:  Keith Spurgeon
- 1964–1966:  Jan de Bouter
- 000001966:  Jan Bijl (a.i.)
- 1966–1967:  Leslie Talbot
- 1967–1969:  Toon Valks
- 1969–1970:  Evert Teunissen
- 1970–1972:  Rinus Gosens
- 1972–1975:  Ron Dellow
- 1975–1976:  Jan Verhaert
- 1976–1979:  Hennie Hollink
- 1979–1981:  Theo Laseroms
- 1981–1982:  Jan Morsing
- 1982–1983:  Arie Stehouwer
- 1983–1987:  Gerard Somer
- 000001988:  Jan Morsing
- 1988–1989:  Arend Steunenberg
- 000001989:  Henk van Brussel
- 1989–1990:  Henk van Brussel
- 1990–1992:  Henk ten Cate
- 1992–1993:  Ab Gritter
- 1993–1995:  Azing Griever
- 1995–1996:  Dick Buitelaar
- 1995–1996:  Jan van Staa
- 1996–1998:  Gerard Marsman
- 1998–1999:  Theo Vonk
- 1999–2001:  Fritz Korbach
- 2001–2004:  Gertjan Verbeek
- 2004–2006:  Peter Bosz
- 2006–2007:  Ruud Brood
- 2008–2009:  Gert Heerkes
- 2009–2010:  Gertjan Verbeek
- 2010–2013:  Peter Bosz
- 2013–2014:  Jan de Jonge
- 2014–2018:  John Stegeman
- 2018–2022:  Frank Wormuth
- 000002022:  René Kolmschot (a.i.)
- 2022–2023:  John Lammers
- 2023–2025:  Erwin van de Looi
- 2025–0000:  Bas Sibum

## Varia
- Heracles Almelo heeft sinds enkele jaren haar jeugd ondergebracht in de gezamenlijke FC Twente/Heracles Academie. Jeugdteams spelen in rood-zwarte tenues, een combinatie van de thuistenues van Heracles en FC Twente.
- Heracles Almelo heeft sinds 2021 een zaalvoetbal afdeling. Deze speelt sinds de promotie in 2024 in de Eredivisie.